# Бойова пошуково-рятувальна операція

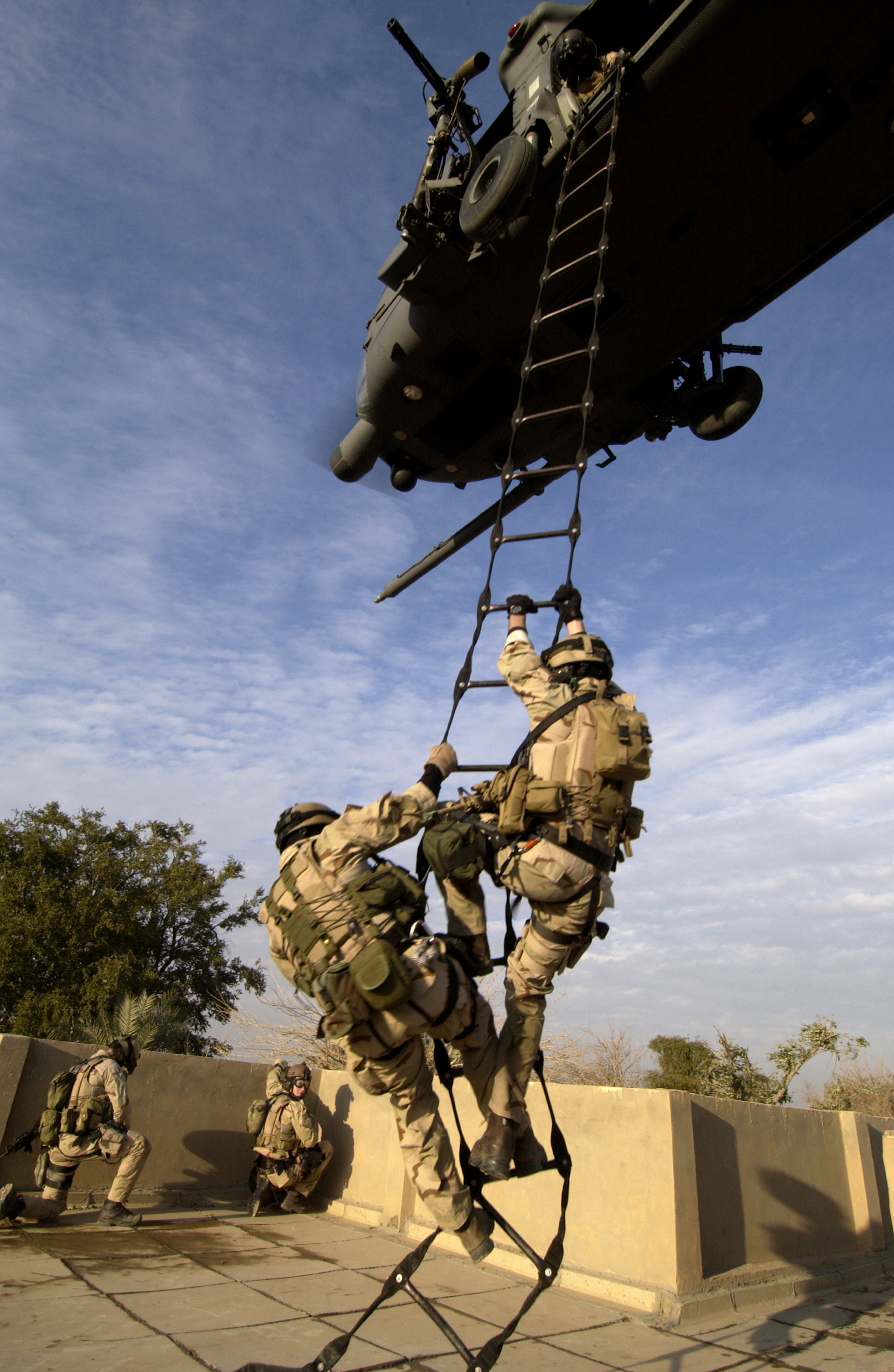
Парашутисти-рятівники Повітряних сил США 64-ї експедиційної рятувальної ескадрильї в Іраку здійснюють ексфільтрацію вертольотом HH-60G «Пейв Хок» після проведення бойової пошуково-рятувальної операції з району боїв поблизу Багдадського Міжнародного аеропорту. 20 грудня 2004

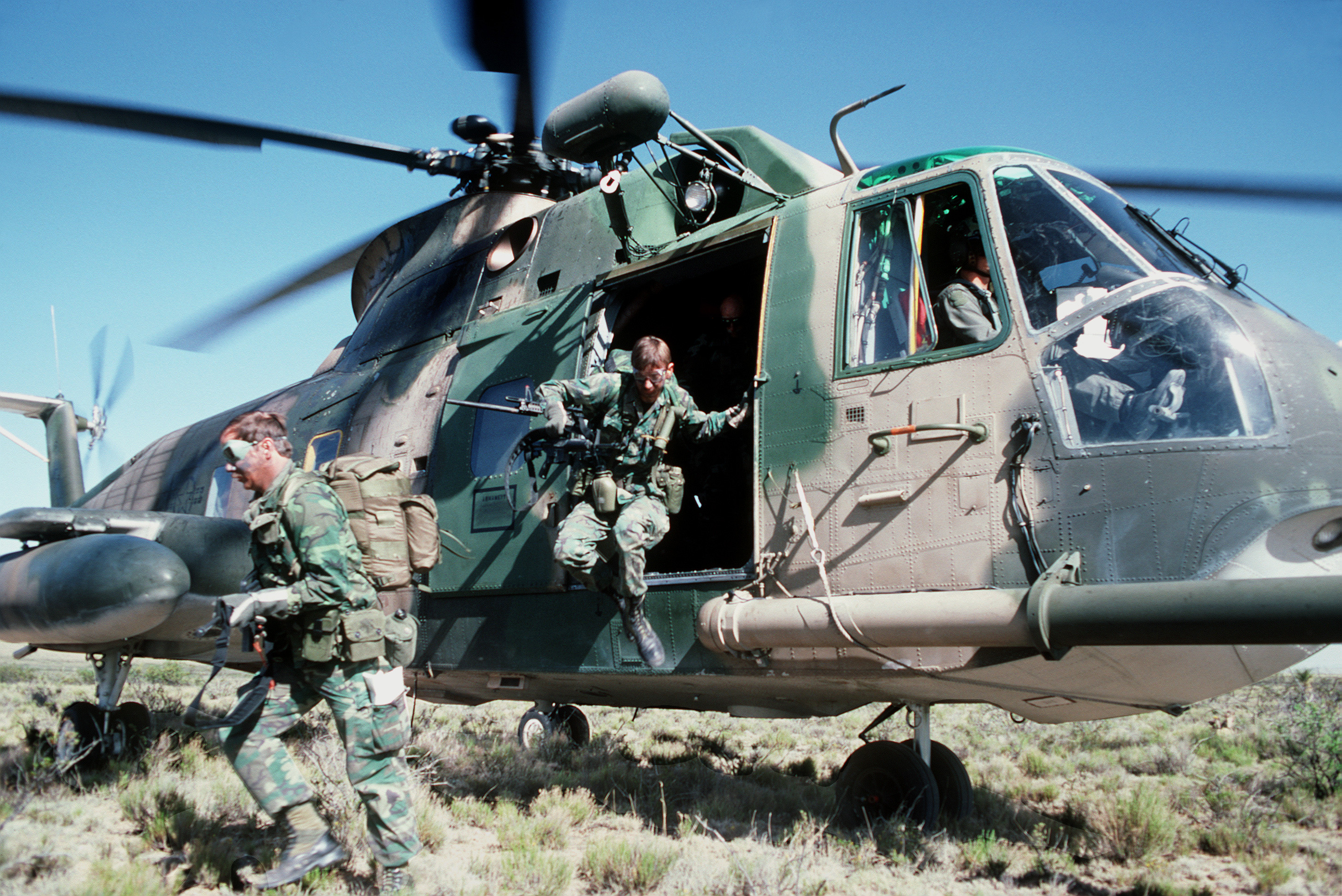
Парашутисти-рятівники підрозділу спеціальної тактики ССО ПС США проводять тренування з інфільтрації/ексфільтрації з рятувального вертольоту HH-3E «Джоллі Грін Джайант» під час військових навчань «Петріот Койот».

Бойова пошуково-рятувальна операція (англ. Combat search and rescue, CSAR) — у військовій справі — пошуково-рятувальна операція, яка проводиться в зоні ведення бойових дій (під вогнем противника), з метою евакуювання військовослужбовця або підрозділу (важливої особи, військовополонених тощо) — з ворожого середовища в безпечне місце.
Бойова пошуково-рятувальна операція проводиться, як правило, спеціально підготовленими фахівцями з рятування за допомогою вертольотів, штурмової авіації або літаків вогневої підтримки, спеціальних літаків дозаправлення у повітрі та іншої спеціалізованої техніки й оснащення.

## Історія
Пошуково-рятувальні операції проводилися ще під час Першої світової війни. Достеменно підтвердженим фактом проведення першої спеціальної операції такого роду є врятування командиром ескадрильї Військово-повітряної служби Королівського ВМФ свого товариша за допомогою літака. 19 листопада 1915 року британський пілот Річард Белл-Дейвіс організував пошуки й вивезення з-під вогню турецьких і болгарських військ свого відомого, якого щойно збила ворожа зенітна артилерія над Східною Фракією. За цей героїчний вчинок командор ескадрильї відзначений вищою військовою нагородою Британської імперії — Хрестом Вікторії.
Згодом випадки рятування збитих льотчиків були поширені, особливо в районах ведення боїв у Месопотамії, Сінаю та Палестини, а також у малолюдних регіонах, населених бедуїнами.
У післявоєнний час деякі військово-повітряні сили розвинули систему пошуку й рятування пілотів. Так, у німецьких ВПС у 1935 році організована спеціальна служба порятунку пілотів на воді — Seenotdienst.
Спеціалізовані групи пілотів, що проводили пошук своїх товаришів, мали ВПС майже всіх країн — учасниць світової війни.
Подальшого розвитку бойові пошуково-рятувальні операції набули під час війни у В'єтнамі. Американські фахівці здійснювали операції з рятування вночі, на великій відстані від лінії зіткнення сторін тощо. За час війни американські бойові рятівники спромоглися врятувати життя 3 883 пілотам і членам екіпажів збитих літальних апаратів, ціною загибелі 71 рятівника й 45 літаків (вертольотів).